# Preston Brooks
Preston Smith Brooks (ur. 5 sierpnia 1819 w hrabstwie Edgefield, zm. 27 stycznia 1857 w Waszyngtonie) – amerykański polityk.

## Życiorys
Urodził się 5 sierpnia 1819 w hrabstwie Edgefield. W 1839 roku ukończył South Carolina College, następnie studiował nauki prawne i w 1845 roku został przyjęty do palestry. Zajął się prowadzeniem prywatnej praktyki prawniczej, jednocześnie zostając członkiem legislatury stanowej Karoliny Południowej. Wziął udział w wojnie z Meksykiem, w czasie której walczył w ochotniczym pułku stanowym i dosłużył się stopnia kapitana. W 1852 wygrał wybory do Izby Reprezentantów, z ramienia Partii Demokratycznej. 20 maja 1856 roku senator Charles Sumner stanowczo skrytykował kompromis 1850 roku i ustawę o Kansas i Nebrasce, nazywając Stephena Douglasa i Andrew Butlera (który był wujem Brooksa) „zwolennikami niewolnictwa”. Dwa dni później Brooks zaatakował i dotkliwie pobił Sumnera laską, uznając jego słowa za obrazę kraju i zniesławienie jego wuja. Kongres bezskutecznie usiłował pozbawić go mandatu poselskiego, jednakże Brooks ostatecznie sam ustąpił z funkcji. Wygrał wybory uzupełniające, które miały obsadzić wakat, po jego rezygnacji i ponownie zasiadł w izbie niższej. Zmarł 27 stycznia 1857 w Waszyngtonie.